# Teinopodagrion meridionale
Teinopodagrion meridionale är en trollsländeart som beskrevs av De Marmels 2001. Teinopodagrion meridionale ingår i släktet Teinopodagrion och familjen Megapodagrionidae. IUCN kategoriserar arten globalt som livskraftig. Inga underarter finns listade i Catalogue of Life.